# Mô hình dao cạo và lưỡi dao
Mô hình dao cạo và lưỡi dao là một mô hình kinh doanh trong đó một mặt hàng được bán với giá thấp (hoặc được tặng miễn phí) để tăng doanh số củahàng hóa bổ sung, chẳng hạn như vật tư tiêu hao. Ví dụ: máy in phun yêu cầu hộp mực và bảng điều khiển trò chơi yêu cầu phụ kiện và phần mềm. Nó khác với tiếp thị bán rẻ để câu khách và tiếp thị mẫu miễn phí, không phụ thuộc vào các sản phẩm hoặc dịch vụ bổ sung.
Mặc dù khái niệm và ví dụ ngôn ngữ của nó "Tặng họ dao cạo, bán họ lưỡi dao" được ghi nhận rộng rãi cho King Camp Gillette, nhà phát minh ra dao cạo an toàn dùng một lần và người sáng lập Công ty Gillette Safety Razor, Gillette không bắt nguồn từ mô hình này.

## Phát triển
Truyền thuyết đô thị về Gillette là ông nhận ra rằng một lưỡi dao cạo dùng một lần sẽ không chỉ thuận tiện, mà còn tạo ra một dòng doanh thu liên tục. Để nuôi dưỡng dòng suối đó, ông đã bán dao cạo ở mức giá nhân tạo thấp để tạo ra thị trường cho lưỡi dao. Nhưng dao cạo đắt tiền Gillette  khi họ lần đầu tiên được giới thiệu và giá chỉ đi xuống sau khi bằng sáng chế của mình hết hạn: đó là đối thủ cạnh tranh của ông đã phát minh ra mô hình dao cạo và lưỡi.

## Các ứng dụng
Mô hình này đã được sử dụng trong một số doanh nghiệp trong nhiều năm. Công ty Gillette vẫn sử dụng phương pháp này, thường gửi dao cạo an toàn dùng một lần trong thư cho những người đàn ông trẻ gần sinh nhật thứ 18 của họ, hoặc đóng gói chúng như quà tặng tại các sự kiện công cộng mà Gillette đã tài trợ.

### Standard Oil
Với sự độc quyền trong thị trường nội địa Mỹ, Standard Oil và chủ sở hữu của nó, John D. Rockefeller, đã tìm đến Trung Quốc để mở rộng kinh doanh. Đại diện của Standard Oil đã cho đi tám triệu đèn dầu hỏa miễn phí hoặc bán chúng với giá giảm đáng kể để tăng nhu cầu dầu hỏa.
Trong số các doanh nhân Mỹ, điều này đã làm phát sinh khẩu hiệu "Dầu cho đèn của Trung Quốc". Tiểu thuyết Oil for the Lamps of China  của Alice Tisdale Hobart là một điều hư cấu về hiện tượng này.

### Comcast
Comcast thường cho DVR cho khách hàng đăng ký của mình. Tuy nhiên, chi phí cho đi mỗi DVR miễn phí được bù đắp bởi một khoản phí cài đặt $ 19,95 cũng như một khoản phí thuê bao hàng tháng $ 13,95 để sử dụng máy. Dựa trên chi phí giả định trung bình là $ 250 cho mỗi hộp DVR cho Comcast, sau 18 tháng, khoản lỗ sẽ cân bằng và bắt đầu tạo ra lợi nhuận.

### Eastman Kodak
Trong nhiều thập niên là nhà sản xuất phim ảnh chiếm ưu thế tại Hoa Kỳ, Kodak bán máy ảnh của mình với giá thấp và hưởng lợi nhuận lớn trên hàng tiêu dùng của thương mại, chẳng hạn như phim, vật tư in ấn và hóa chất xử lí ảnh. Trong khi chiến lược này hoạt động trong nhiều năm, nó đã được thử thách vào cuối thế kỷ XX khi một đối thủ, Fujifilm, giới thiệu nhiều bộ phim kinh tế và phương pháp xử lí. Cuối cùng, nhiếp ảnh kỹ thuật số làm cho chiến lược này lỗi thời, vì nó cần hàng tiêu hao tối thiểu.

## Vấn đề
Kiểu dao cạo và lưỡi dao có thể bị đe dọa nếu lực cạnh tranh giảm giá của vật phẩm tiêu hao. Để một thị trường như vậy thành công, công ty phải có độc quyền hiệu quả đối với hàng hóa tương ứng. (Giá định sẵn để tiêu diệt một đối thủ nhỏ hơn không được đề cập ở đây.) Điều này có thể làm cho việc thực hành bất hợp pháp.

### Ví dụ cụ thể

#### Máy in
Các nhà sản xuất máy in máy tính đã trải qua nhiều nỗ lực để đảm bảo rằng máy in của họ không tương thích với các hộp mực sau giá thị trường và hộp mực được nạp lại thấp hơn. Điều này là do các máy in thường được bán ở hoặc dưới chi phí để tạo ra doanh thu của hộp mực độc quyền mà sẽ tạo ra lợi nhuận cho công ty trong suốt cuộc đời của thiết bị. Trong thực tế, trong một số trường hợp, chi phí thay thế mực dùng một lần hoặc mực thậm chí có thể tiếp cận chi phí mua thiết bị mới với hộp mực đi kèm, mặc dù hộp mực bao gồm hộp mực "khởi động" chỉ được điền một phần. Phương pháp khóa nhà cung cấp bao gồm thiết kế hộp mực theo cách có thể cấp bằng sáng chế một số phần hoặc khía cạnh nhất định hoặc gọi Đạo luật bản quyền kỹ thuật số thiên niên kỷ cấm kỹ thuật đảo ngược của nhà sản xuất mực in của bên thứ ba. Một phương pháp khác đòi hỏi phải tắt hoàn toàn máy in khi một hộp mực không độc quyền được đặt vào máy, thay vì chỉ phát hành một thông điệp có thể bỏ qua rằng hộp mực không chính hãng (nhưng vẫn đầy đủ chức năng) đã được cài đặt.
Trong Lexmark Int'l v. Các thành phần kiểm soát tĩnh Tòa phúc thẩm Hoa Kỳ cho Vòng VI đã phán quyết rằng việc phá vỡ khóa hộp mực của Lexmark không vi phạm DMCA. Mặt khác, vào tháng 8 năm 2005, Lexmark đã giành được một vụ kiện tại Hoa Kỳ cho phép họ kiện một số khách hàng lớn vì vi phạm giấy phép boxwrap của họ.

#### Trò chơi điện tử
Atari đã có một vấn đề tương tự trong những năm 1980 với trò chơi Atari 2600. Atari ban đầu là nhà phát triển và nhà xuất bản trò chơi duy nhất cho năm 2600; nó đã bán bản giá 2600 với chi phí và dựa vào các trò chơi để kiếm lời. Khi một số lập trình viên còn lại để tìm ra Activision và bắt đầu xuất bản các trò chơi rẻ hơn có chất lượng tương đương, Atari bị bỏ lại mà không có nguồn lợi nhuận. Các vụ kiện để chặn Activision không thành công. Atari đã thêm các biện pháp để đảm bảo trò chơi là từ các nhà sản xuất được cấp phép chỉ cho các phiên bản 5200 và 7800 được sản xuất sau này.
Trong thời gian gần đây, bảng điều khiển trò chơi video thường bị bán lỗ trong khi phần mềm và phụ kiện bán hàng có lợi nhuận cao cho nhà sản xuất bảng điều khiển. Vì lý do này, các nhà sản xuất bàn điều khiển tích cực bảo vệ lợi nhuận của họ chống lại vi phạm bản quyền bằng cách theo đuổi hành động pháp lý chống lại các nhà cung cấp modchips và jailbreaks. Đặc biệt là trong thế hệ thứ sáu và xa hơn nữa, Sony và Microsoft, với PlayStation 2 và Xbox của họ, có chi phí sản xuất cao nên họ bán bàn giao tiếp của họ thua lỗ và nhằm kiếm lợi nhuận từ việc bán trò chơi. Nintendo đã có một chiến lược khác với GameCube của mình, sản phẩm này rẻ hơn đáng kể so với các đối thủ của nó, do đó, nó đã bán lẻ với mức giá hòa vốn hoặc cao hơn. Trong thế hệ console sau, cả Sony và Microsoft đều tiếp tục bán console của họ, PlayStation 3 và Xbox 360, thua lỗ, với việc thực hành tiếp tục trong thế hệ gần đây nhất với PlayStation 4 và Xbox One.

#### Năng lượng hạt nhân
Kể từ khi bắt đầu ngành công nghiệp điện hạt nhân thương mại, mô hình kinh doanh đã tập trung xung quanh việc bán lò phản ứng với giá bằng chi phí (hoặc thua lỗ) và tạo ra lợi nhuận từ các hợp đồng cung cấp nhiên liệu bằng cách khai thác khóa của nhà cung cấp.

#### Điện thoại di động
Điện thoại di động được cung cấp với hợp đồng sử dụng hàng tháng thường được cung cấp ở mức giá thấp hơn - hoặc thậm chí miễn phí, đặc biệt nếu thu được như là một nâng cấp từ một mô hình cũ hơn. Hợp đồng hàng tháng cấp vốn cho chi phí thiết bị cầm tay.

### Các hàng hóa khác
Người tiêu dùng cũng có thể tìm thấy các mục đích sử dụng khác cho sản phẩm được trợ cấp thay vì sử dụng nó cho mục đích dự định của công ty, điều này ảnh hưởng xấu đến các luồng doanh thu. Điều này đã xảy ra với các máy tính cá nhân "miễn phí" với các dịch vụ Internet độc quyền đắt tiền và góp phần vào sự thất bại của máy quét mã vạch CueCat.
Tiếp thị liên kết sử dụng rộng rãi mô hình kinh doanh này, vì nhiều sản phẩm được quảng cáo là có bản dùng thử "miễn phí", lôi kéo người tiêu dùng lấy mẫu sản phẩm và chỉ trả tiền để vận chuyển và xử lý. Các nhà quảng cáo các sản phẩm được quảng bá mạnh mẽ như Acai Berry nhắm vào người ăn kiêng hy vọng người tiêu dùng sẽ tiếp tục thanh toán cho các lô hàng liên tục của sản phẩm với giá tăng cao và mô hình kinh doanh này đã đạt được nhiều thành công.
Các trang web chuyên vềlấy mẫu và giảm giá đã được chứng minh là phổ biến với người tiêu dùng có đầu óc kinh tế, những người truy cập các trang web sử dụng mẫu miễn phí làm mồi liên kết. Mô hình kinh doanh của các trang web này là thu hút khách truy cập sẽ nhấp qua để hoàn tất các đề xuất liên kết.

### Ràng buộc
Ràng buộc là một biến thể của tiếp thị dao cạo và lưỡi thường là bất hợp pháp khi các sản phẩm không liên quan đến tự nhiên, chẳng hạn như yêu cầu hiệu sách để lưu trữ trên một tiêu đề không được ưa chuộng trước khi cho phép họ mua sách bán chạy nhất. Ràng buộc cũng được biết đến ở một số thị trường như là 'Ràng buộc bên thứ ba.'
Một số loại ràng buộc, đặc biệt là theo hợp đồng, trong lịch sử được coi làchống cạnh tranh. Ý tưởng cơ bản là người tiêu dùng bị tổn hại do bị buộc phải mua một hàng hóa không mong muốn (hàng hóa được buộc) để mua hàng hóa họ thực sự muốn (hàng hóa có lợi), và vì vậy, muốn bán hàng hóa một cách riêng biệt. Công ty thực hiện việc đóng gói này có thể có thị phần lớn đáng kể để nó có thể áp đặt mức độ ràng buộc đối với người tiêu dùng, bất chấp các lực lượng cạnh tranh trên thị trường. Cà vạt cũng có thể gây tổn hại cho các công ty khác trên thị trường vì sự ràng buộc tốt, hoặc những người chỉ bán các phần đơn lẻ.
Một ví dụ phổ biến khác đến từ cách các nhà cung cấp truyền hình cáp và vệ tinh hợp đồng với nhà sản xuất nội dung. Công ty sản xuất trả tiền để sản xuất 25 kênh và buộc nhà cung cấp cáp phải trả tiền cho 10 kênh đối tượng thấp để có kênh phổ biến. Vì các nhà cung cấp cáp mất khách hàng mà không có kênh phổ biến, họ buộc phải mua nhiều kênh khác ngay cả khi họ có lượng người xem rất nhỏ.